# Ingrid Lennerwald
Ingrid Margareta Lennervald, född 26 december 1948, är en svensk tidigare politiker (socialdemokrat) och tidigare regionråd i Region Skåne, där hon haft ansvar för hälso- och sjukvårdsfrågor. Hon var (2011) förste vice ordförande i sjukvårdsdelegationen och adjungerad i förbundsstyrelsen för Sveriges Kommuner och Landsting. År 2007 valdes hon in i styrelsen för SOS Alarm.